# Dryopteris campylocentra
Dryopteris campylocentra là một loài dương xỉ trong họ Dryopteridaceae. Loài này được Clarkson mô tả khoa học đầu tiên năm 1930.
Danh pháp khoa học của loài này chưa được làm sáng tỏ. 